# Team Nippo/Saison 2012
Dieser Artikel listet Erfolge und Fahrer des Radsportteams Nippo in der Saison 2012 auf.

## Erfolge in der UCI America Tour
| Datum     | Rennen                          | Kat. | Sieger            |
| --------- | ------------------------------- | ---- | ----------------- |
| 7. August | 4. Etappe Tour de la Guadeloupe | 2.2  | Simone Campagnaro |

## Erfolge in der UCI Asia Tour
| Datum             | Rennen                         | Kat. | Sieger              |
| ----------------- | ------------------------------ | ---- | ------------------- |
| 22. April         | 1. Etappe Tour de Korea        | 2.2  | Mauro Richeze       |
| 22. Mai           | 2. Etappe Tour of Japan        | 2.2  | Maximiliano Richeze |
| 23. Mai           | 3. Etappe Tour of Japan        | 2.2  | Julián Arredondo    |
| 25. Mai           | 4. Etappe Tour of Japan        | 2.2  | Fortunato Baliani   |
| 20.–27. Mai       | Gesamtwertung Tour of Japan    | 2.2  | Fortunato Baliani   |
| 1. Juni           | 1. Etappe Tour de Kumano       | 2.2  | Maximiliano Richeze |
| 2. Juni           | 2. Etappe Tour de Kumano       | 2.2  | Fortunato Baliani   |
| 3. Juni           | 3. Etappe Tour de Kumano       | 2.2  | Mauro Richeze       |
| 31. Mai – 3. Juni | Gesamtwertung Tour de Kumano   | 2.2  | Fortunato Baliani   |
| 16. September     | 2. Etappe Tour de Hokkaidō     | 2.2  | Maximiliano Richeze |
| 17. September     | 3. Etappe Tour de Hokkaido     | 2.2  | Maximiliano Richeze |
| 15.–17. September | Gesamtwertung Tour de Hokkaido | 2.2  | Maximiliano Richeze |

## Erfolge in der UCI Europe Tour
| Datum    | Rennen                      | Kat. | Sieger              |
| -------- | --------------------------- | ---- | ------------------- |
| 12. Juni | 1. Etappe Serbien-Rundfahrt | 2.2  | Maximiliano Richeze |
| 15. Juni | 4. Etappe Serbien-Rundfahrt | 2.2  | Fortunato Baliani   |
| 16. Juni | 5. Etappe Serbien-Rundfahrt | 2.2  | Maximiliano Richeze |
| 17. Juni | 6. Etappe Serbien-Rundfahrt | 2.2  | Maximiliano Richeze |

## Platzierungen in UCI-Ranglisten
| UCI Continental Circuit | Platz |
| ----------------------- | ----- |
| UCI America Tour 2012   | 5     |
| UCI Asia Tour 2012      | 4     |
| UCI Europe Tour 2012    | 59    |

## Zugänge – Abgänge
| Zugänge            | Team 2011          | Abgänge              | Team 2012                    |
| ------------------ | ------------------ | -------------------- | ---------------------------- |
| Tomohiro Hayakawa  | Aisan Racing Team  | Miguel Ángel Rubiano | Androni Giocattoli-Venezuela |
| Vincenzo Garofalo  | Matrix Powertag    | Luca Ascani          | Farnese Vini-Selle Italia    |
| Mauro Richeze      | Ora Hotels Carrera | Davide Torosantucci  | Team Melania-Omm             |
| Julián Arredondo   | Neoprofi           | Danilo Andrenacci    | Dopingsperre                 |
| Hideto Nakane      | Neoprofi           | Manuel Fedele        | Unbekannt                    |
| Kenichi Sakakibara | Neoprofi           | Masaaki Kikuchi      | Unbekannt                    |
| Antonio Testa      | Neoprofi           | Giuseppe Muraglia    | Unbekannt                    |
|                    |                    | Bernardo Riccio      | Unbekannt                    |

## Mannschaft
| Name                | Geburtstag         | Nationalität |
| ------------------- | ------------------ | ------------ |
| Julián Arredondo    | 30. Juli 1988      | Kolumbien    |
| Fortunato Baliani   | 6. Juli 1974       | Italien      |
| Simone Campagnaro 1 | 31. Mai 1986       | Italien      |
| Henry Frusto        | 14. April 1986     | Italien      |
| Vincenzo Garofalo   | 5. August 1982     | Italien      |
| Tomohiro Hayakawa   | 2. Januar 1990     | Japan        |
| Ryōhei Komori       | 26. September 1988 | Japan        |
| Hideto Nakane       | 2. Mai 1990        | Japan        |
| Mauro Richeze       | 7. Dezember 1985   | Argentinien  |
| Maximiliano Richeze | 7. März 1983       | Argentinien  |
| Kenichi Sakakibara  | 2. November 1991   | Japan        |
| Jun’ya Sano         | 9. Januar 1982     | Japan        |
| Alexander Sdanow    | 18. Januar 1985    | Russland     |
| Antonio Testa       | 5. Mai 1984        | Italien      |
| Kōhei Uchima        | 8. November 1988   | Japan        |